# Unicodeblock Runen
Der Unicodeblock Runen (engl. Runic, U+16A0 bis U+16FF) enthält die germanischen Runen, wobei sich die Reihenfolge nach dem traditionellen Runen-Alphabet Futhark (F, U, Th, A, R, K, …) richtet und alle jüngeren Varianten und Abwandlungen nach der jeweiligen Grundrune einsortiert sind.
Die Zeichen U+16F1 bis U+16F3 sind Erweiterungen des Runenalphabets durch J. R. R. Tolkien zur Schreibung der englischen Grapheme k, sh und oo, wobei ersteres u. a. in seinem Buch Der Hobbit zum Einsatz kam und letztere beide nur von einer Postkarte bekannt sind.
U+16F4 bis U+16F8 sind zusätzliche angelsächsische Runen wie sie vom Runenkästchen von Auzon (Franks Casket) überliefert sind.

## Tabelle
Alle Zeichen haben die bidirektionale Klasse „links nach rechts“.
| Unicodenummer | Zeichen (400 %) | Kategorie                               | Offizielle Bezeichnung                | Beschreibung                     |
| ------------- | --------------- | --------------------------------------- | ------------------------------------- | -------------------------------- |
| U+16A0 (5792) | ᚠ               | anderer Buchstabe, Silbe oder Ideogramm | RUNIC LETTER FEHU FEOH FE F           | Rune Fehu, Feoh, Fe, F           |
| U+16A1 (5793) | ᚡ               | anderer Buchstabe, Silbe oder Ideogramm | RUNIC LETTER V                        | Rune V                           |
| U+16A2 (5794) | ᚢ               | anderer Buchstabe, Silbe oder Ideogramm | RUNIC LETTER URUZ UR U                | Rune Uruz, Ur, U                 |
| U+16A3 (5795) | ᚣ               | anderer Buchstabe, Silbe oder Ideogramm | RUNIC LETTER YR                       | Rune Yr                          |
| U+16A4 (5796) | ᚤ               | anderer Buchstabe, Silbe oder Ideogramm | RUNIC LETTER Y                        | Rune Y                           |
| U+16A5 (5797) | ᚥ               | anderer Buchstabe, Silbe oder Ideogramm | RUNIC LETTER W                        | Rune W                           |
| U+16A6 (5798) | ᚦ               | anderer Buchstabe, Silbe oder Ideogramm | RUNIC LETTER THURISAZ THURS THORN     | Rune Thurisaz, Thurs, Thorn      |
| U+16A7 (5799) | ᚧ               | anderer Buchstabe, Silbe oder Ideogramm | RUNIC LETTER ETH                      | Rune Eth                         |
| U+16A8 (5800) | ᚨ               | anderer Buchstabe, Silbe oder Ideogramm | RUNIC LETTER ANSUZ A                  | Rune Ansuz A                     |
| U+16A9 (5801) | ᚩ               | anderer Buchstabe, Silbe oder Ideogramm | RUNIC LETTER OS O                     | Rune Os, O                       |
| U+16AA (5802) | ᚪ               | anderer Buchstabe, Silbe oder Ideogramm | RUNIC LETTER AC A                     | Rune Ac, A                       |
| U+16AB (5803) | ᚫ               | anderer Buchstabe, Silbe oder Ideogramm | RUNIC LETTER AESC                     | Rune Aesc                        |
| U+16AC (5804) | ᚬ               | anderer Buchstabe, Silbe oder Ideogramm | RUNIC LETTER LONG-BRANCH-OSS O        | Langzweig-Rune Oss, O            |
| U+16AD (5805) | ᚭ               | anderer Buchstabe, Silbe oder Ideogramm | RUNIC LETTER SHORT-TWIG-OSS O         | Kurzzweig-Rune Oss, O            |
| U+16AE (5806) | ᚮ               | anderer Buchstabe, Silbe oder Ideogramm | RUNIC LETTER O                        | Rune O                           |
| U+16AF (5807) | ᚯ               | anderer Buchstabe, Silbe oder Ideogramm | RUNIC LETTER OE                       | Rune Oe                          |
| U+16B0 (5808) | ᚰ               | anderer Buchstabe, Silbe oder Ideogramm | RUNIC LETTER ON                       | Rune On                          |
| U+16B1 (5809) | ᚱ               | anderer Buchstabe, Silbe oder Ideogramm | RUNIC LETTER RAIDO RAD REID R         | Rune Raidho, Rad, Reid, R        |
| U+16B2 (5810) | ᚲ               | anderer Buchstabe, Silbe oder Ideogramm | RUNIC LETTER KAUNA                    | Rune Kenaz                       |
| U+16B3 (5811) | ᚳ               | anderer Buchstabe, Silbe oder Ideogramm | RUNIC LETTER CEN                      | Rune Cen                         |
| U+16B4 (5812) | ᚴ               | anderer Buchstabe, Silbe oder Ideogramm | RUNIC LETTER KAUN K                   | Rune Kaun, K                     |
| U+16B5 (5813) | ᚵ               | anderer Buchstabe, Silbe oder Ideogramm | RUNIC LETTER G                        | Rune G                           |
| U+16B6 (5814) | ᚶ               | anderer Buchstabe, Silbe oder Ideogramm | RUNIC LETTER ENG                      | Rune Eng                         |
| U+16B7 (5815) | ᚷ               | anderer Buchstabe, Silbe oder Ideogramm | RUNIC LETTER GEBO GYFU G              | Rune Gebo, Gyfu, G               |
| U+16B8 (5816) | ᚸ               | anderer Buchstabe, Silbe oder Ideogramm | RUNIC LETTER GAR                      | Rune Gar                         |
| U+16B9 (5817) | ᚹ               | anderer Buchstabe, Silbe oder Ideogramm | RUNIC LETTER WUNJO WYNN W             | Rune Wunjo, Wynn, W              |
| U+16BA (5818) | ᚺ               | anderer Buchstabe, Silbe oder Ideogramm | RUNIC LETTER HAGLAZ H                 | Rune Hagalaz, H                  |
| U+16BB (5819) | ᚻ               | anderer Buchstabe, Silbe oder Ideogramm | RUNIC LETTER HAEGL H                  | Rune Haegl, H                    |
| U+16BC (5820) | ᚼ               | anderer Buchstabe, Silbe oder Ideogramm | RUNIC LETTER LONG-BRANCH-HAGALL H     | Langzweig-Rune Hagall, H         |
| U+16BD (5821) | ᚽ               | anderer Buchstabe, Silbe oder Ideogramm | RUNIC LETTER SHORT-TWIG-HAGALL H      | Kurzzweig-Rune Hagall, H         |
| U+16BE (5822) | ᚾ               | anderer Buchstabe, Silbe oder Ideogramm | RUNIC LETTER NAUDIZ NYD NAUD N        | Rune Naudiz, Nyd, Naud, N        |
| U+16BF (5823) | ᚿ               | anderer Buchstabe, Silbe oder Ideogramm | RUNIC LETTER SHORT-TWIG-NAUD N        | Kurzzweig-Rune Naud, N           |
| U+16C0 (5824) | ᛀ               | anderer Buchstabe, Silbe oder Ideogramm | RUNIC LETTER DOTTED-N                 | Rune gepunktetes N               |
| U+16C1 (5825) | ᛁ               | anderer Buchstabe, Silbe oder Ideogramm | RUNIC LETTER ISAZ IS ISS I            | Rune Isa, Is, Iss, I             |
| U+16C2 (5826) | ᛂ               | anderer Buchstabe, Silbe oder Ideogramm | RUNIC LETTER E                        | Rune E                           |
| U+16C3 (5827) | ᛃ               | anderer Buchstabe, Silbe oder Ideogramm | RUNIC LETTER JERAN J                  | Rune Jera J                      |
| U+16C4 (5828) | ᛄ               | anderer Buchstabe, Silbe oder Ideogramm | RUNIC LETTER GER                      | Rune Ger                         |
| U+16C5 (5829) | ᛅ               | anderer Buchstabe, Silbe oder Ideogramm | RUNIC LETTER LONG-BRANCH-AR AE        | Langzweig-Rune Ar, Ae            |
| U+16C6 (5830) | ᛆ               | anderer Buchstabe, Silbe oder Ideogramm | RUNIC LETTER SHORT-TWIG-AR A          | Kurzzweig-Rune Ar, A             |
| U+16C7 (5831) | ᛇ               | anderer Buchstabe, Silbe oder Ideogramm | RUNIC LETTER IWAZ EOH                 | Rune Ihwa, Eoh                   |
| U+16C8 (5832) | ᛈ               | anderer Buchstabe, Silbe oder Ideogramm | RUNIC LETTER PERTHO PEORTH P          | Rune Perthro, P                  |
| U+16C9 (5833) | ᛉ               | anderer Buchstabe, Silbe oder Ideogramm | RUNIC LETTER ALGIZ EOLHX              | Rune Algiz, Eolhx                |
| U+16CA (5834) | ᛊ               | anderer Buchstabe, Silbe oder Ideogramm | RUNIC LETTER SOWILO S                 | Rune Sowilo, S                   |
| U+16CB (5835) | ᛋ               | anderer Buchstabe, Silbe oder Ideogramm | RUNIC LETTER SIGEL LONG-BRANCH-SOL S  | Rune Sigel, Langzweig Sol, S     |
| U+16CC (5836) | ᛌ               | anderer Buchstabe, Silbe oder Ideogramm | RUNIC LETTER SHORT-TWIG-SOL S         | Kurzzweig-Rune Sol, S            |
| U+16CD (5837) | ᛍ               | anderer Buchstabe, Silbe oder Ideogramm | RUNIC LETTER C                        | Rune C                           |
| U+16CE (5838) | ᛎ               | anderer Buchstabe, Silbe oder Ideogramm | RUNIC LETTER Z                        | Rune Z                           |
| U+16CF (5839) | ᛏ               | anderer Buchstabe, Silbe oder Ideogramm | RUNIC LETTER TIWAZ TIR TYR T          | Rune Tiwaz, Tir, Tyr, T          |
| U+16D0 (5840) | ᛐ               | anderer Buchstabe, Silbe oder Ideogramm | RUNIC LETTER SHORT-TWIG-TYR T         | Kurzzweig-Rune Tyr, T            |
| U+16D1 (5841) | ᛑ               | anderer Buchstabe, Silbe oder Ideogramm | RUNIC LETTER D                        | Rune D                           |
| U+16D2 (5842) | ᛒ               | anderer Buchstabe, Silbe oder Ideogramm | RUNIC LETTER BERKANAN BEORC BJARKAN B | Rune Berkano, Berorc, Bjarkan, B |
| U+16D3 (5843) | ᛓ               | anderer Buchstabe, Silbe oder Ideogramm | RUNIC LETTER SHORT-TWIG-BJARKAN B     | Kurzzweig-Rune Bjarkan, B        |
| U+16D4 (5844) | ᛔ               | anderer Buchstabe, Silbe oder Ideogramm | RUNIC LETTER DOTTED-P                 | Rune gepunktetes P               |
| U+16D5 (5845) | ᛕ               | anderer Buchstabe, Silbe oder Ideogramm | RUNIC LETTER OPEN-P                   | Rune offenes P                   |
| U+16D6 (5846) | ᛖ               | anderer Buchstabe, Silbe oder Ideogramm | RUNIC LETTER EHWAZ EH E               | Rune Ehwaz, Eh, E                |
| U+16D7 (5847) | ᛗ               | anderer Buchstabe, Silbe oder Ideogramm | RUNIC LETTER MANNAZ MAN M             | Rune Mannaz, Man, M              |
| U+16D8 (5848) | ᛘ               | anderer Buchstabe, Silbe oder Ideogramm | RUNIC LETTER LONG-BRANCH-MADR M       | Langzweig-Rune Madr, M           |
| U+16D9 (5849) | ᛙ               | anderer Buchstabe, Silbe oder Ideogramm | RUNIC LETTER SHORT-TWIG-MADR M        | Kurzzweig-Rune Madr, M           |
| U+16DA (5850) | ᛚ               | anderer Buchstabe, Silbe oder Ideogramm | RUNIC LETTER LAUKAZ LAGU LOGR L       | Rune Laguz, Lagu, Logr, L        |
| U+16DB (5851) | ᛛ               | anderer Buchstabe, Silbe oder Ideogramm | RUNIC LETTER DOTTED-L                 | Rune gepunktetes L               |
| U+16DC (5852) | ᛜ               | anderer Buchstabe, Silbe oder Ideogramm | RUNIC LETTER INGWAZ                   | Rune Ingwaz                      |
| U+16DD (5853) | ᛝ               | anderer Buchstabe, Silbe oder Ideogramm | RUNIC LETTER ING                      | Rune Ing                         |
| U+16DE (5854) | ᛞ               | anderer Buchstabe, Silbe oder Ideogramm | RUNIC LETTER DAGAZ DAEG D             | Rune Dagaz, Daeg, D              |
| U+16DF (5855) | ᛟ               | anderer Buchstabe, Silbe oder Ideogramm | RUNIC LETTER OTHALAN ETHEL O          | Rune Othala, Ethel, O            |
| U+16E0 (5856) | ᛠ               | anderer Buchstabe, Silbe oder Ideogramm | RUNIC LETTER EAR                      | Rune Ear                         |
| U+16E1 (5857) | ᛡ               | anderer Buchstabe, Silbe oder Ideogramm | RUNIC LETTER IOR                      | Rune Ior                         |
| U+16E2 (5858) | ᛢ               | anderer Buchstabe, Silbe oder Ideogramm | RUNIC LETTER CWEORTH                  | Rune Cweorth                     |
| U+16E3 (5859) | ᛣ               | anderer Buchstabe, Silbe oder Ideogramm | RUNIC LETTER CALC                     | Rune Calc                        |
| U+16E4 (5860) | ᛤ               | anderer Buchstabe, Silbe oder Ideogramm | RUNIC LETTER CEALC                    | Rune Cealc                       |
| U+16E5 (5861) | ᛥ               | anderer Buchstabe, Silbe oder Ideogramm | RUNIC LETTER STAN                     | Rune Stan                        |
| U+16E6 (5862) | ᛦ               | anderer Buchstabe, Silbe oder Ideogramm | RUNIC LETTER LONG-BRANCH-YR           | Langzweig-Rune Yr                |
| U+16E7 (5863) | ᛧ               | anderer Buchstabe, Silbe oder Ideogramm | RUNIC LETTER SHORT-TWIG-YR            | Kurzzweig-Rune Yr                |
| U+16E8 (5864) | ᛨ               | anderer Buchstabe, Silbe oder Ideogramm | RUNIC LETTER ICELANDIC-YR             | Rune isländisches Yr             |
| U+16E9 (5865) | ᛩ               | anderer Buchstabe, Silbe oder Ideogramm | RUNIC LETTER Q                        | Rune Q                           |
| U+16EA (5866) | ᛪ               | anderer Buchstabe, Silbe oder Ideogramm | RUNIC LETTER X                        | Rune X                           |
| U+16EB (5867) | ᛫               | andere Interpunktion                    | RUNIC SINGLE PUNCTUATION              | Einzelnes Satzzeichen            |
| U+16EC (5868) | ᛬               | andere Interpunktion                    | RUNIC MULTIPLE PUNCTUATION            | Mehrfaches Satzzeichen           |
| U+16ED (5869) | ᛭               | andere Interpunktion                    | RUNIC CROSS PUNCTUATION               | Kreuzsatzzeichen                 |
| U+16EE (5870) | ᛮ               | buchstabenartige Ziffer                 | RUNIC ARLAUG SYMBOL                   | Rune Arlaug-Symbol               |
| U+16EF (5871) | ᛯ               | buchstabenartige Ziffer                 | RUNIC TVIMADUR SYMBOL                 | Rune Tvimadur-Symbol             |
| U+16F0 (5872) | ᛰ               | buchstabenartige Ziffer                 | RUNIC BELGTHOR SYMBOL                 | Rune Belgthor-Symbol             |
| U+16F1 (5873) | ᛱ               | anderer Buchstabe, Silbe oder Ideogramm | RUNIC LETTER K                        | Rune K                           |
| U+16F2 (5874) | ᛲ               | anderer Buchstabe, Silbe oder Ideogramm | RUNIC LETTER SH                       | Rune Sh                          |
| U+16F3 (5875) | ᛳ               | anderer Buchstabe, Silbe oder Ideogramm | RUNIC LETTER OO                       | Rune Oo                          |
| U+16F4 (5876) | ᛴ               | anderer Buchstabe, Silbe oder Ideogramm | RUNIC LETTER FRANKS CASKET OS         | Rune Franks Casket Os            |
| U+16F5 (5877) | ᛵ               | anderer Buchstabe, Silbe oder Ideogramm | RUNIC LETTER FRANKS CASKET IS         | Rune Franks Casket Is            |
| U+16F6 (5878) | ᛶ               | anderer Buchstabe, Silbe oder Ideogramm | RUNIC LETTER FRANKS CASKET EH         | Rune Franks Casket Eh            |
| U+16F7 (5879) | ᛷ               | anderer Buchstabe, Silbe oder Ideogramm | RUNIC LETTER FRANKS CASKET AC         | Rune Franks Casket Ac            |
| U+16F8 (5880) | ᛸ               | anderer Buchstabe, Silbe oder Ideogramm | RUNIC LETTER FRANKS CASKET AESC       | Rune Franks Casket Aesc          |